# Aras (Spagna)
Aras è un comune spagnolo di 215 abitanti situato nella comunità autonoma della Navarra.